# Xipotheca
Xipotheca là một chi thực vật có hoa trong họ Đậu.